# Tiro nos Jogos Olímpicos de Verão de 2024 - Fossa olímpica feminino
A competição da fossa olímpica feminino do tiro nos Jogos Olímpicos de Verão de 2024 foi disputada em 30 e 31 de julho de 2024 no Centro de Tiro Esportivo, em Châteauroux. Um total de 30 atiradoras de 20 Comitês Olímpicos Nacionais (CON) participaram do evento.

## Qualificação
O período de qualificação começou com o Campeonato Europeu de 2022 em Larnaca, Chipre, para os eventos de espingarda. Por todo o processo, as vagas foram geralmente concedidas para as atiradoras que terminassem em primeiro lugar nos Campeonatos Mundiais da Federação Internacional de Esportes de Tiro (ISSF) ou nos respectivos campeonatos continentais (África, Europa, Ásia, Oceania e Américas).
Após o término do período de qualificação, com todos os CONs recebendo a lista oficial de vagas, a ISSF verificou o Ranking Mundial em cada um dos eventos individuais de tiro. A atiradora com a melhor colocação, que não tivesse classificado em nenhuma prova e cujo CON não tivesse vaga em uma prova específica, obteve uma vaga olímpica direta.

## Calendário
Horário local (UTC+2)
| Data                | Horário | Fase                 |
| ------------------- | ------- | -------------------- |
| 30 de julho de 2024 | 9:00    | Qualificação – Dia 1 |
| 31 de julho de 2024 | 9:00    | Qualificação – Dia 2 |
| 31 de julho de 2024 | 15:30   | Final                |

## Medalhistas
| Ouro   | GUA Adriana Ruano  |
| Prata  | ITA Silvana Stanco |
| Bronze | AUS Penny Smith    |

## Recordes
Antes desta competição, os seguintes recordes eram estabelecidos:
| Recordes da qualificação | Recordes da qualificação | Recordes da qualificação | Recordes da qualificação | Recordes da qualificação |
| ------------------------ | ------------------------ | ------------------------ | ------------------------ | ------------------------ |
| Recorde mundial          | Zuzana Rehák-Štefečeková | 125                      | Tóquio                   | 28 de julho de 2021      |
| Recorde olímpico         | Zuzana Rehák-Štefečeková | 125                      | Tóquio                   | 28 de julho de 2021      |

| Recordes da final | Recordes da final        | Recordes da final | Recordes da final | Recordes da final   |
| ----------------- | ------------------------ | ----------------- | ----------------- | ------------------- |
| Recorde mundial   | Ashley Carroll           | 48                | Guadalajara       | 5 de março de 2018  |
| Recorde olímpico  | Zuzana Rehák-Štefečeková | 43                | Tóquio            | 29 de julho de 2021 |

## Resultados

### Qualificação
As seis primeiras atiradoras após a qualificação avançam para a final.
| Pos. | Atiradora                   | CON                | 1  | 2  | 3  | 4  | 5  | Total | S-off | Notas |
| ---- | --------------------------- | ------------------ | -- | -- | -- | -- | -- | ----- | ----- | ----- |
| 1    | Mar Molné Magriña           | ESP Espanha        | 25 | 25 | 25 | 24 | 24 | 123   |       | Q     |
| 2    | Fátima Gálvez               | ESP Espanha        | 24 | 25 | 25 | 25 | 23 | 122   | +9    | Q     |
| 3    | Adriana Ruano               | GUA Guatemala      | 25 | 24 | 24 | 24 | 25 | 122   | +8    | Q     |
| 4    | Silvana Stanco              | ITA Itália         | 25 | 25 | 23 | 24 | 25 | 122   | +0+1  | Q     |
| 5    | Wu Cuicui                   | CHN China          | 24 | 23 | 25 | 25 | 25 | 122   | +0+0  | Q     |
| 6    | Penny Smith                 | AUS Austrália      | 23 | 25 | 25 | 23 | 25 | 121   | +2    | Q     |
| 7    | Zhang Xinqiu                | CHN China          | 24 | 25 | 23 | 25 | 24 | 121   | +1    |       |
| 8    | Maria Inés Coelho de Barros | POR Portugal       | 24 | 24 | 24 | 24 | 25 | 121   | +0    |       |
| 9    | Jessica Rossi               | ITA Itália         | 24 | 25 | 23 | 23 | 25 | 120   |       |       |
| 10   | Mariya Dmitriyenko          | KAZ Cazaquistão    | 24 | 24 | 25 | 22 | 25 | 120   |       |       |
| 11   | Kathrin Murche              | GER Alemanha       | 22 | 25 | 23 | 25 | 24 | 119   |       |       |
| 12   | Zuzana Rehák-Štefečeková    | SVK Eslováquia     | 23 | 24 | 21 | 24 | 25 | 117   |       |       |
| 13   | Rümeysa Pelin Kaya          | TUR Turquia        | 22 | 25 | 22 | 23 | 25 | 117   |       |       |
| 14   | Lucy Hall                   | GBR Grã-Bretanha   | 25 | 21 | 24 | 23 | 24 | 117   |       |       |
| 15   | Alessandra Perilli          | SMR San Marino     | 23 | 23 | 23 | 23 | 24 | 116   |       |       |
| 16   | Ryann Phillips              | USA Estados Unidos | 24 | 24 | 23 | 21 | 24 | 116   |       |       |
| 17   | Catherine Skinner           | AUS Austrália      | 22 | 23 | 24 | 24 | 23 | 116   |       |       |
| 18   | Rachel Tozier               | USA Estados Unidos | 22 | 24 | 25 | 22 | 23 | 115   |       |       |
| 19   | Waleska Soto                | GUA Guatemala      | 21 | 24 | 23 | 25 | 22 | 115   |       |       |
| 20   | Kang Gee-eun                | KOR Coreia do Sul  | 22 | 21 | 24 | 23 | 24 | 114   |       |       |
| 21   | Ray Bassil                  | LBN Líbano         | 23 | 25 | 23 | 23 | 20 | 114   |       |       |
| 22   | Rajeshwari Kumari           | IND Índia          | 22 | 21 | 25 | 22 | 23 | 113   |       |       |
| 23   | Shreyasi Singh              | IND Índia          | 22 | 22 | 24 | 22 | 23 | 113   |       |       |
| 24   | Lee Bo-na                   | KOR Coreia do Sul  | 23 | 23 | 23 | 24 | 20 | 113   |       |       |
| 25   | Liu Wan-yu                  | TPE Taipé Chinês   | 21 | 25 | 25 | 21 | 20 | 112   |       |       |
| 26   | Lin Yi-chun                 | TPE Taipé Chinês   | 25 | 21 | 19 | 21 | 24 | 110   |       |       |
| 27   | Maggy Ashmawy               | EGY Egito          | 23 | 21 | 22 | 21 | 23 | 110   |       |       |
| 28   | Carole Cormenier            | FRA França         | 19 | 24 | 24 | 21 | 22 | 110   |       |       |
| 29   | Melanie Couzy               | FRA França         | 19 | 23 | 22 | 22 | 23 | 109   |       |       |
| 30   | Noora Antikainen            | FIN Finlândia      | 17 | 23 | 22 | 22 | 23 | 107   |       |       |

### Final
A atiradora com menor número de acertos após a primeira série é eliminada (sexta colocada na classificação geral da competição). Em seguida, uma atiradora é eliminada após cada série de tiros até que restem apenas duas competidoras.
| Pos.              | Atiradora         | CON           | Séries | Séries | Séries | Séries | Séries | S-off | Notas            |
| Pos.              | Atiradora         | CON           | 1      | 2      | 3      | 4      | 5      | S-off | Notas            |
| ----------------- | ----------------- | ------------- | ------ | ------ | ------ | ------ | ------ | ----- | ---------------- |
| Medalha de ouro   | Adriana Ruano     | GUA Guatemala | 23     | 28     | 32     | 37     | 45     |       | Recorde olímpico |
| Medalha de prata  | Silvana Stanco    | ITA Itália    | 20     | 25     | 29     | 33     | 40     |       |                  |
| Medalha de bronze | Penny Smith       | AUS Austrália | 20     | 25     | 39     | 32     | —      |       |                  |
| 4                 | Mar Molné Magriña | ESP Espanha   | 21     | 23     | 27     | —      | —      |       |                  |
| 5                 | Fátima Gálvez     | ESP Espanha   | 18     | 23     | —      | —      | —      |       |                  |
| 6                 | Wu Cuicui         | CHN China     | 17     | —      | —      | —      | —      |       |                  |